# Markgenossenschaft
Une Markgenossenschaft (litt. coopérative ou communauté de marche en allemand) est une corporation paysanne de l'époque du Moyen Âge.

## Étymologie
Le terme Markgenossenschaft dérive du terme bas-allemand marchenoten (aussi Marcgenoten, litt. « ayant la jouissance de la marche »), présent en Westphalie vers 1200.
Il s'agit d'un concept historique développé au cours du XIXe siècle à partir d'une idée romantique de l'organisation sociétale du Moyen Âge. Il n'existe pas d'étude historique approfondie sur la naissance des Markgenossenschaften.

## Histoire
La Markgenossenschaft apparaît comme un « phénomène hétérogène du Moyen Âge central et du bas Moyen Âge ». Toutefois la recherche historique ne permet pas de pouvoir définir avec précision le terme, de manière extensive comme corporation administrant les biens communs, ou bien de manière restrictive comme communauté d'une vallée.